# Parafia św. Anny w Tuczępach
Parafia św. Anny w Tuczępach – parafia rzymskokatolicka znajdująca się w dekanacie Grabowiec, w diecezji zamojsko-lubaczowskiej. 
Parafia erygowana została 15 października 1920.
Do parafii należą wierni z następujących miejscowości: Majdan Tuczępski, Trościanka, Tuczępy, Wólka Tuczępska.